# Eva Olsson (Skilangläuferin)
Eva Birgitta Olsson (* 2. September 1951 in Stockholm) ist eine ehemalige schwedische Skilangläuferin.

## Werdegang
Olsson, die für den Delsbo IF startete, belegte bei den Olympischen Winterspielen 1972 in Sapporo den 23. Platz über 10 km, den 15. Rang über 5 km und den achten Platz mit der Staffel. Vier Jahre später errang sie bei den Olympischen Winterspielen 1976 in Innsbruck über 5 km und über 10 km jeweils den fünften und mit der Staffel den vierten Platz. Ihre besten Platzierungen bei den nordischen Skiweltmeisterschaften 1978 in Lahti waren der siebte Platz über 20 km und der vierte Rang mit der Staffel. Im selben Jahr wurde sie bei den Svenska Skidspelen Dritte über 10 km. Bei den Olympischen Winterspielen 1980 in Lake Placid kam sie auf den 12. Platz über 5 km, auf den zehnten Rang über 10 km und auf den sechsten Platz mit der Staffel. Bei schwedischen Meisterschaften siegte sie viermal über 5 km (1973, 1975–1977), viermal über 10 km (1972, 1973, 1976, 1978), viermal über 20 km (1976–1978, 1980) und sechsmal mit der Staffel von Delsbo IF (1973–1978).